# Herms Niel
Herms Niel, pseudonimo di Ferdinand Friedrich Hermann Nielebock (Nielebock, 17 aprile 1888 – Lingen, 16 luglio 1954), è stato un compositore tedesco.

## Biografia
Dopo aver terminato la scuola fu apprendista musicale nella banda cittadina di Genthin dal 1902 al 1906. Come vice sergente e capo del corpo musicale, prese parte alla grande guerra e si ritirò dal servizio militare nel 1919. 
Negli anni successivi ha lavorato come direttore d'orchestra con bande private e un'orchestra contadina fino a quando è arrivato al servizio del lavoro come capotreno musicale e poi capotreno musicale e capo del treno musicale della Reichsschule der Reichsarbeitsdienst a Potsdam.

## Opere
Durante il corso della sua carriera ha composto le seguenti opere:
- "Adlerlied"
- "Antje, mein blondes Kind"
- "Das Engellandlied"
- "Die ganze Kompanie"
- "Du Schönste von Städtel, schwarzbraunes Mädel"
- "Es blitzen die stählernen Schwingen"
- "Erika (Auf der Heide blüht ein kleines Blümelein)"
- "Es geht ums Vaterland"
- "Es ist so schön, Soldat zu sein, Rosemarie"
- "Es war ein Edelweiss"
- "Edelweißmarsch"
- "Fallschirmjägerlied"
- "Fliegerkuss"
- "Frühmorgens singt die Amsel"
- "Gerda – Ursula – Marie"
- "Hannelore Marschlied"
- "Heut´ sind wir wieder unter uns"
- "Heut’ stechen wir ins blaue Meer"
- "Heute muß ich scheiden"
- "Im Osten pfeift der Wind"
- "In der Heimat steh’n auf Posten"
- "Jawoll, das stimmt, jawoll"
- "Kamerad, wir marschieren gen Westen"
- "Liebchen adé"
- "Liebling, wenn ich traurig bin…"
- "Marie - Mara - Maruschkaka!"
- "Matrosenlied"
- "Mein Bismarckland"
- "Mit Mercedes Benz voran"
- "Rosalinde"
- "Rosemarie"
- "Ruck Zuck"
- "Sieg Heil, Viktoria"
- "Stuka über Afrika"
- "Unsere Flagge"
- "Veronika - Marie"
- "Waltraut ist ein schönes Mädchen"
- "Wenn die Sonne scheint, Annemarie (Die Landpartie)"
- "Tschingta, Tschingta, Bummtara"